# گروگان‌گیری در مدرسه بسلان
بحران گروگان‌گیری در مدرسه بسلان (به انگلیسی: Beslan school hostage crisis) (هم‌چنین از آن تحت عنوان محاصره مدرسه بسلان (به انگلیسی: Beslan school siege) یا قتل‌عام مدرسه بسلان (به انگلیسی: Beslan massacre) نیز نام برده می‌شود) در اوسیتای شمالی رخ داد. در این رویداد در تاریخ ۱ سپتامبر ۲۰۰۴، طی برگزاری جشن آغاز سال تحصیلی در دبستان شماره یک (SNO) شهر بسلان، جمهوری خودمختار اوستیای شمالی در منطقه قفقاز شمالی فدراسیون روسیه، شماری از اعضای گروه اسلام‌گرا و جدایی طلب ریاض‌الصالحین چچن، با صورت‌های پوشیده و کمربندهای انفجاری و تیراندازی به سمت حاضران در حیاط این دبستان و کشتن چندتن در آغاز گروگان‌گیری، بیش از ۱٬۱۰۰ نفر از حاضران، از جمله ۷۷۷ کودک، را طی سه روز و بدون دادن آب و غذا، در تالار ورزش دبستان گروگان گرفتند و دربرابر خواهان به‌رسمیت شناخته‌شدن استقلال چچن از جانب روسیه شدند. تروریست‌ها اعلام کردند که گروگان‌ها تا رسیدن تروریست‌ها به خواسته‌هایشان، با آن‌ها «روزه خواهندگرفت.» برابر اعلام جان‌به‌دربردگان، شماری از گروگان‌ها از تشنگی ناچار به نوشیدن ادرار شده‌بودند. بسیاری از گروگان‌ها در طول بحران، از شدت گرما برهنه شده بودند و در فیلم‌های ضبط شده از جریان عملیات آزادسازی، کودکان برهنه‌ای دیده‌می‌شوند که توسط کمک‌رسانان از ساختمان آتش‌گرفته و نیمه‌ویران دبستان برون آورده می‌شوند. این حادثه با حمله نیروهای روسیه، چند انفجار و آتش‌سوزی در درون محل نگهداری گروگان‌ها و آتش‌باری سنگین و مرگ ۳۳۴ نفر که بیش از نیمی از آن‌ها کودک بودند به پایان رسید. بسیاری از کودکان کشته‌شده، دراثر ضعف ناشی از تشنگی و گرسنگی توان گریز از ریزش آوار را نداشتند. در حدود ۲۰۰ تن نیز گمشده گزارش گردیدند. در این عملیات نیروهای ویژه روسیه نیز ۲۱ نفر از افراد خود را از دست دادند.

## حکم دادگاه حقوق بشر اروپا
در آوریل ۲۰۱۷ دادگاه حقوق بشر اتحادیه اروپا دولت روسیه را به دلیل سهل‌انگاری در مورد جان گروگان‌ها کوتاهی در این حادثه تروریستی مجرم شناخت. همچنین براساس رأی دادگاه به بازماندگان و بستگان قربانیان بیش از سه میلیون غرامت باید پرداخت شود.